# 交響曲第2番 (チャイコフスキー)
交響曲第2番 ハ短調作品17は、ピョートル・チャイコフスキーが1872年に作曲した交響曲。愛称は『小ロシア』。チャイコフスキーの作品の中では非常に陽気な楽曲の一つで、初演後ただちに成功を収めただけでなく、ミリイ・バラキレフ率いる「ロシア五人組」からも好評を勝ち得た。しかし、それから8年後にチャイコフスキーは大幅な改訂を施し、第1楽章をほぼ完全に書き換えるとともに、残る3楽章にも多くの変更を加えた。
チャイコフスキーは3つのウクライナ民謡を本作に用いて、非常な効果を挙げている。このために、当時のモスクワの著名な音楽評論家ニコライ・カシュキンから、「小ロシア」という愛称を進呈されることとなった。

## 作曲
1872年の6月から11月にかけて作曲されたが、ほとんどは夏の休暇に、チャイコフスキーが（カメンカこと）ウクライナのカムヤンカに妹アレクサンドラ・ダヴィドヴァを訪ねた折に書き上げられた。8月に急いでモスクワに戻ると、チャイコフスキーはモスクワ音楽院での日課（教職）や音楽評論家としての活動をこなしつつ、熱心に本作に取り組んだ。弟モデストの手紙にすぐ返信できなかったことを詫びてチャイコフスキーは、「（交響曲に）夢中になってしまったので、他のことに取り掛かれる状況ではなかったんだよ。（コンドラチェフ曰く）この『天才の仕事』は完成間近だ。（略）形式の完成度に関しては、自分の最高の作品だと思う。」2週間後にチャイコフスキーは大急ぎで交響曲を仕上げ、さらに1週間後に完成させた。
チャイコフスキーの本作における民謡素材の利用については、伝記作家ジョン・ウォーラック（John Warrack）がまったく意外なことではないと述べている。もう一人の伝記作家アレクサンドル・ポズナンスキーによるとダヴィドフの地所は、当時すでにチャイコフスキーのお気に入りの隠れ家になっていたという。ウォーロックは、「チャイコフスキーがカメンカや、妹に進言されてその地に構えたダーチャ (別荘) に温もりを感じていたことは（中略）、交響曲に地元の歌を用いるという発想に姿をとった」とも付け加えている。
チャイコフスキーはかつて冗談で、『小ロシア』の終楽章が成功したのは、自分自身の手柄ではなく「作品の真の作曲者ピョートル・ゲラシモヴィチ」のお蔭というのが真相なのだと述べたことがある。ゲラシモヴィチは、ダヴィドフの家の年長の使用人で、チャイコフスキーが本作に取り組んでいる間、作曲家に民謡『鶴』を歌って聞かせたのであった。
チャイコフスキーのお気に入りのアネクドートの一つに、『小ロシア』の草稿を失くしかけたという経験談がある。チャイコフスキーは弟モデストと旅行中に、頑固者の駅馬車仕立て人を説き伏せて、馬を馬車につながせようとした。旅行の間チャイコフスキーは、「皇帝の側近ヴォルコンスキー大公」の振りをした。
チャイコフスキーはモデストと夕方までに目的地に着くと、旅行鞄が見当たらないのに気付いた。そこには制作中の交響曲も含まれていたのである。チャイコフスキーは、駅馬車仕立て人が鞄を空けて、自分の身辺を調べたのではないかと訝った。そこで旅行鞄を取りに仲裁者を遣わした。仲裁者が戻って来て言うことには、駅馬車仕立て人は「ヴォルコンスキー公」のような貴人の荷物は、本人以外の目の前で空けませんということだった。
チャイコフスキーは強い決意で戻った。旅行鞄は開かれておらず、おおかた安心した。チャイコフスキーはしばし駅馬車仕立て人と鄭重に話し込んでいて、ひょんなことから駅馬車仕立て人に名前を尋ねた。駅馬車仕立て人は答えた。「チャイコフスキーです。」チャイコフスキーは呆気に取られ、たぶんこの返事は、駅馬車仕立て人の側の抜け目のない仕返しに違いないと思い込んだ。結局チャイコフスキー姓は駅馬車仕立て人の実名だったのである。この事実を知ってからというもの、チャイコフスキーはこの話を人に聞かせては喜んでいたという。

## 初演
1873年1月7日、チャイコフスキーは、ニコライ・リムスキー＝コルサコフのサンクトペテルブルクの自宅における集会で終楽章を披露した。モデストに宛ててチャイコフスキーはこのように書き送っている。「全員が熱中のあまりに私に口々に言い立てた。――リムスキー＝コルサコフ夫人は涙を浮かべて、自分に2台ピアノ用の編曲を作らせてほしいと頼んできた。」
チャイコフスキーの伝記作家デイヴィッド・ブラウンは、この集会にバラキレフも居なければ、ムソルグスキーも居なかったのだと推測している。しかしながら、リムスキー＝コルサコフ夫妻のほかに、アレクサンドル・ボロディンが居合わせていた。ブラウンは、ボロディンであればチャイコフスキーの作品を称賛したかもしれないと示唆している。もう一人の出席者は、音楽評論家のウラディーミル・スターソフだった。スターソフは自分が耳にしたものに感銘を受け、チャイコフスキーに次回はどんなものを作曲するつもりか尋ねている。スターソフは間もなくチャイコフスキーの生涯に影響を及ぼすことになり、幻想序曲『テンペスト』やその後の『マンフレッド交響曲』は、ブラウンによるとスターソフに影響されているという。
1872年版（初版）による作品全体の初演は、1873年2月7日にモスクワにおいてニコライ・ルビンシテインの指揮によって行われた。翌日チャイコフスキーはスターソフに次のように書き送っている。「（これは）非常に成功しました。あまりうまくいったので、ルビンシュタインは――聴衆の要望もあって――再演を望んでいます。」4月9日の再演は、さらなる成功を収めた。再び聴衆の要望により、 5月27日にモスクワで3度目の上演が追加されたのである。
評論家の反応もまた熱狂そのものであった。スターソフは終楽章について「色彩や『ファクチュール（出来映え）』という点において、すべてのロシア楽派の最も重要な作品の一つ」と評し、ペテルブルクから上演に駆けつけたヘルマン・ラローシは『Moskovskie vedomosti』紙に、「筆者は長らく、これほど楽想の主題的な展開が力強く、変化に富み、巧みに動機労作され、芸術的に考え抜かれた作品に出逢ったことがない」と述べた。
一方で、指揮者のエドゥアルド・ナープラヴニークは、5月7日にペテルブルク初演を行なっている。ツェーザリ・キュイの酷評にもかかわらず、ペテルブルクの聴衆も本作を積極的に評価して、翌年の定期で再演するように約束したほどだった。

## 改訂
1873年の初演に触れたスターソフ宛の手紙の中で、チャイコフスキーは次のようにも洩らしている。「本音を言えば、始めの3つの楽章に完全に満足しているわけではないのです。ただし、『鶴』の旋律そのものは、さほどまずかったとは思えませんが。」とはいえチャイコフスキーは、出版社ベッセリに総譜を出版してくれるように口説いていた。ベッセリは、（リムスキー＝コルサコフ夫人が病気で作業を断念したためチャイコフスキー本人が作成した）2台ピアノ版を発表し、後に総譜を出版した。
また、1870年代を通じてチャイコフスキーの音楽思想は変化を遂げた。18世紀の古典派音楽に軽やかさや優雅さを見出して、その特色に惹かれるようになり（たとえば『ロココの主題による変奏曲』）、ドリーブの『シルヴィア』やビゼーの『カルメン』に触れたことでフランス音楽への耽溺も強まった。『小ロシア』の第1楽章の雄大さや手の込んだ楽曲構成、テクスチュアの複雑さは、このような価値観に反するため、悪趣味と感ぜられるようになったのかもしれない。1879年にチャイコフスキーはベッセリ社に自筆譜の返送を要請し、これを受け取ると作品の改訂に取り掛かった。1880年1月2日にベッセリに宛てて、「1. 第1楽章を新たに作曲し直しました。原形をとどめているのは、わずかに序奏とコーダだけです。2. 第2楽章の管弦楽法に手を入れました。3. 第3楽章を変更しました。曲を切り詰めて、管弦楽法をやり直しました。4. 終楽章を短縮して、管弦楽法に手を入れました」と告げている。何と3日間でその作業を終えたという。
『小ロシア』の改訂は、特に開始楽章の改作は、楽曲構造やテクスチュアを明確にするためであった。1月16日までにチャイコフスキーは、自分の労作を総括して、かつての門弟で友人のセルゲイ・タネーエフに次のように伝えた。「この楽章（註：第1楽章）は圧縮されて短くなり、難しくなくなりました。『あり得ない』という形容詞が当てはまるものがあるとすれば、それはまさにこの初版の第1楽章です。参りましたよ、こいつは何と難しく、騒がしく、支離滅裂で、まとまりを欠いているのでしょう!
改訂版は1881年2月12日にペテルブルクにおいて、カール・ツィーケ（Karl Zike）の指揮によって初演された。

## グリンカと五人組からの影響
「ロシア五人組」にとって『小ロシア』が好もしく映ったのは、チャイコフスキーがロシア民謡を使ったからではなくて、特に両端楽章において、ロシアの民俗音楽の独特な特徴に交響曲の形を決めさせるというチャイコフスキーの手法であった。この手法こそが、「五人組」が辿り着こうと苦闘していた目標の一つだったのである。チャイコフスキーであれば、音楽院で受けたアカデミックな基礎を以てすれば、そのような展開をより長く、より集約的に続けることが出来たであろう。だがしかし、このような傾向の書法にもまた思いがけない落し穴はあったのである。伝記作家ジョン・ウォーロックはこのように述べる。「（民謡が）チャイコフスキーの作曲様式に持ち込まれ、ほとんど儀式めいたしつこさで同じような音程やフレーズを使うことで、躍動感や意図にかなうような効果よりも、むしろ静的な印象を産み出しているという特別な問題は、民謡そのものの性質に結びついている。事実旋律は、それ自体が一連の変奏めいたものになりがちで、展開や対比よりもむしろ転調によって進行してゆく。つまり、これは明らかに交響的な展開にはなじまないということである。」
1872年にチャイコフスキーはこれを問題視してはいなかった。ブラウンも指摘しているように、「何回もの繰り返しに乗って進行していくような楽曲構成には避けられない欠点は、チャイコフスキーにとっては何ら問題ではなかった。なぜならチャイコフスキーは、それまでのすべての最も重要な交響楽の楽章において、第1主題を閉じようとして、それが始まったときとそっくりそのままの姿で使うことを習慣としていたからである。」1879年の改作に比べて1872年版の第1楽章は、規模においてはひたすらに巨大で、構成においては入り組んでおり、テクスチュアは複雑である。1872年版の開始楽章の重厚感は、わりあい軽快な第2楽章と好対照を為しており、終楽章とは程よく釣り合いがとれている。

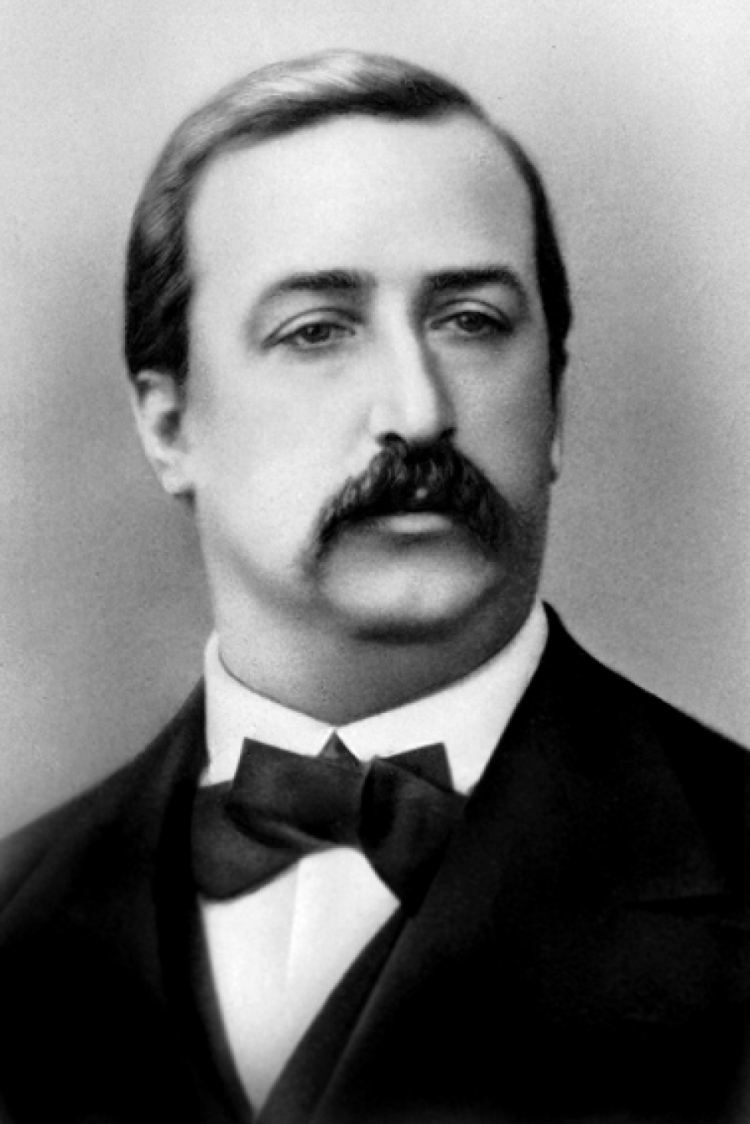
アレクサンドル・ボロディン。そのスケルツォの書法は、チャイコフスキーの『小ロシア』のスケルツォ楽章に影響を与えているかもしれない。

『小ロシア』で最も印象深いのはスケルツォである。この楽章の独特な性格は、チャイコフスキーと五人組との近しい関係にあるのかもしれない。1869年にアレクサンドル・ボロディンの交響曲第1番が初演された。チャイコフスキーは初めて「五人組」の面識を得る。幻想序曲『ロメオとジュリエット』に五人組が狂喜したということは、おそらく今度はチャイコフスキーが五人組の作品に注意を寄せる番となったであろう。1872年にチャイコフスキーと五人組の交流は盛んであったように見える。だからこそ、『小ロシア』のスケルツォ楽章は、万一ボロディンの交響曲第1番が存在していなかったとすれば、現存の音楽と同じになっただろうかという点が問題となるのである。両方のスケルツォ楽章に顕著なのは、和声の大胆さと基礎的なリズムの静かなパルスである。いずれも『冬の日の幻想』のスケルツォには大いに足りなかった点である。
しかしながら、『小ロシア』で真の「力作」は終楽章である。ここでチャイコフスキーが、五人組がよしとしたグリンカの伝統に忠誠を示そうとしているのが最も如実に現れている。チャイコフスキーは壮麗な序奏に民謡『鶴』を披露しているが、この手法は、後年ムソルグスキーが『展覧会の絵』の「キエフの大門」を作曲したときの手法に似ている。それからチャイコフスキーは、「アレグロ・ヴィーヴォ」の主部に取り掛りつつ、茶目っ気たっぷりの意図を明らかにする。民謡『鶴』に続く2小節を独り占めさせ、変化に富んだ一連の伴奏に対置する。これほど長々とした展開は、より穏やかな第2主題への推移に余裕を与えない。そこでチャイコフスキーは、予告なしに第2主題を引き入れるのである。
楽章は、これまで煌びやかだったのに対して、続く部分は華やかさにおいて影が薄い。チャイコフスキーは、通り抜けようとする巨人のような一連の大跨ぎする音符によって、展開部を導入する。これらの小節を跨る音符に伴奏されて、2つの主題が再登場し、奇妙な旅に出向く。第2主題は歪められて不完全に呈示され、長大なクライマックスを築き上げつつも、『鶴』のくすんだ表情を帯びるようにすらなる。1872年版においてクライマックスは、よりいっそう派手やかな一連の伴奏とともに『鶴』に至る。1879年版においては、チャイコフスキーがこの部分を150小節ほど削除したので、クライマックスは第2主題に導入される静かな間奏へと突入するのである。

## 楽器編成
ピッコロ1、フルート2、オーボエ2、クラリネット2、ファゴット2、ホルン4、トランペット2、トロンボーン3、チューバ1、ティンパニ、シンバル、バスドラム、タムタム（終楽章のみ）、弦楽五部。

## 楽曲構成
演奏時間はチャイコフスキーの交響曲では最も短く、約35分である。
第1楽章 Andante sostenuto - Allegro vivo - Molto meno mosso
アンダンテ・ソステヌート ハ短調 4/4拍子 - アレグロ・ヴィーヴォ　ハ短調 2/2拍子、序奏付きソナタ形式
ホルン独奏がウクライナ民謡「母なるヴォルガの畔で」（"Вниз по матушке, по Волге"）のヴァリアンテを奏でて、楽章の雰囲気を規定する。チャイコフスキーはこの旋律を展開部にも再導入し、ホルンは楽章の終結部において今一度その節回しを歌い上げる。どちらかというと勇壮な第2主題は、リムスキー＝コルサコフが演奏会用序曲『ロシアの復活祭』で用いた旋律を利用している。呈示部は、主題の近親調の変ホ長調で締め括られ、そのまま展開部になだれ込む。展開部では2つの主題が聞こえる。長い保続音によって第2主題に引き戻される。異例なことにチャイコフスキーは、展開部において第1主題を完全な形で繰り返すことをしておらず、その代わりにコーダに第1主題を持ち込んでいる。
第2楽章 Andantino marziale, quasi moderato
アンダンティーノ・マルツィアーレ、クヮジ・モデラート　変ホ長調 4/4拍子、三部形式
元来はオペラ『ウンディーネ』の結婚行進曲として作曲された。中間部に民謡「回れ私の糸車」（"Пряди, моя пряха"）を引用している。
なお、後に『ハムレット』の劇付随音楽にも流用されている。
第3楽章 Scherzo. Allegro molto vivace - L'istesso tempo
スケルツォ：アレグロ・モルト・ヴィヴァーチェ　ハ短調 3/8拍子 - トリオ 2/8拍子、三部形式
ダ・カーポ形式のスケルツォで、トリオ（中間部）とコーダを伴っている。速足で慌ただしいこの楽章は、本当の民謡を引用してはいないが、全般的な性格において民謡風に響く。
第4楽章 Finale. Moderato assai - Allegro vivo - Presto
フィナーレ：モデラート・アッサイ - アレグロ・ヴィーヴォ　ハ長調 2/4拍子、ロンド･ソナタ形式
短いが悠々としたファンファーレの後に民謡「鶴」（"Журавель"）が引用され、これが第1主題となり、手の込んだ色とりどりの変奏へ進行し、クライマックスを築いてゆく。第2主題は変イ長調でヴァイオリンで提示される。コデッタでは第1主題が再びクライマックスを築く。展開部は弱音でオーボエが第1主題の変形を奏して始まり、フルートとヴァイオリンに第2主題が出ると、両主題が絡み合いながら発展する。第1主題が徐々に支配的になってくると、そのまま再現部へと移行する。第1主題が展開的に再現されると、すぐに第2主題、コデッタも続く。最後はプレストのコーダで大きくクライマックスを築いて締めくくられる。

## 版の問題
今日きまって演奏・録音されるのは、1880年改訂版である。だが、その真の効果の程は疑問視されてきた。35分ばかりの演奏時間は、当時の多くの交響曲に比べて幾分短めであり、『冬の日の幻想』に比べても8分ほど短い。チャイコフスキーは自分の改訂を正当化して、指揮者のエドゥアルド・ナープラヴニークに『小ロシア』で演奏さるべきは1880年版のみであると告げたが、それでもナープラヴニークは作曲者の死から8年後に、初版と改訂版を比較して、前者のほうが優れていると評価した。カシュキンも同意見であった。
とりわけタネーエフの見解は、専門的に相当な重みを持っていよう。ブラウンが記しているように、『小ロシア』の初版が初演されてからタネーエフが双方の版を評価するまで19年の時間があり、その間タネーエフは「すべてのロシア人作曲家の中でも最上の職人芸を発揮しただけなく、ロシアの作曲教師ではかつてないほどの逸材となった」からである。
ブラウンはつい最近、両方の版を詳しく論じ、1872年の初版を擁護している。ブラウンは言う。「改訂版に公平を期すると、なるほどこちらは魅力的であり、構成的に明晰であってチャイコフスキーの望みに叶ってはいよう。初版に重苦しさがあるのは否めないが、堂々とした広がりと、内容や細部の豊かさゆえに、初版の方がはるかに印象的な楽曲になっているので、正当な位置づけに戻ってしかるべきである。もっともその位置は、さほど取るに足らない、あまり野心的でない改訂版よりも未だに低く見られているのだが」。
タネーエフは、チャイコフスキーの弟モデストに書き送った論点について、強硬な意見を持っていた。「管見によると、あなたはそのうち演奏会で真の『交響曲第2番』を、原曲の姿で聴衆に知らしめるべきなのです。（中略）お目にかかった時、両方の版を演奏してご覧に入れましょう。すると貴方も、最初の版が上であるという点について、きっと賛同して頂けましょう」。